# Burmistrzowie Czaplinka
Lista burmistrzów i włodarzy miasta Czaplinek:
Burmistrzowie Czaplinka w latach 1945 – 1950:
- Bolesław Kondulski (marzec 1945 – kwiecień 1945)
- Henryk Jabłoński (kwiecień 1945 – 16 lipca 1945)
- Stefan Balewski (17 lipca 1945 – 26 marca 1946)
- Kazimierz Krupiński (27 marca 1946 – 30 czerwca 1950)

Wójtowie gminy Czaplinek w latach 1945 – 1950:
- Ignacy Wyroba (? – 16 czerwca 1945)
- Ryszard Bonsted (17 czerwca 1945 – 22 lutego 1946)
- Jan Wojtczak (23 lutego 1946 – ok. 31 maja 1948)
- Henryk Sados (ok. 1 czerwca 1948 – 30 czerwca 1950)

Przewodniczący Prezydium Miejskiej Rady Narodowej w Czaplinku w latach 1950 – 1973:
- Stanisław Kajzer (1 lipca 1950 – 28 lutego 1951)
- Roman Sobkowski (1 czerwca 1951 – 31 grudnia 1954)
- Wiktor Łacny (15 marca 1955 – 25 kwietnia 1961)
- Piotr Kasprowicz (26 kwietnia 1961 – 23 września 1964)
- Władysław Warsiński (24 września 1964 – 21 stycznia 1965)
- Alojzy Szczepański (22 stycznia 1965 – 31 października 1966)
- Maria Fiksińska (1 listopada 1966 – 31 marca 1968)
- Aleksander Mikołajczuk (1 kwietnia 1968 – 31 lipca 1970)
- Jerzy Góralczyk (26 sierpnia 1970 – 19 grudnia 1973)

Naczelnicy Miasta  w  Czaplinku w latach 1973 – 1981:
- Jerzy Góralczyk (20 grudnia 1973 – 4 marca 1980)
- Zdzisław Jaworski (5 marca 1980 – 31 grudnia 1981)

Naczelnicy Miasta i Gminy w Czaplinku od 1982 r.:
- Bolesław Koblański (1 stycznia 1982 – ?)

Burmistrzowie Czaplinka po 1990 r.
- Wiktor Woś (1990 – 1998)
- Zenon Rychliczek (1998 – 2002)

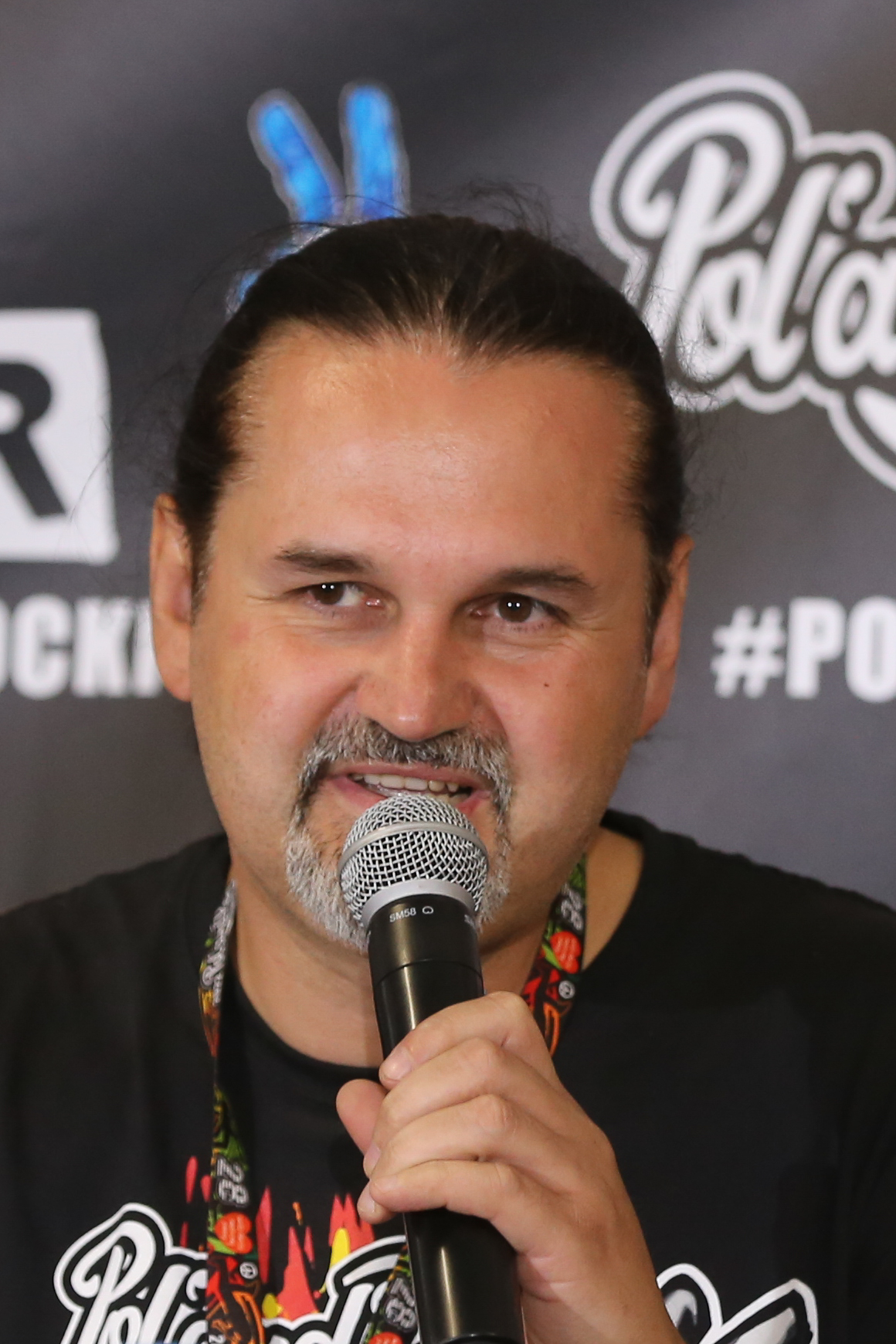
Marcin Naruszewicz na Pol’and’Rock Festival 2022

- Cyryl Mikołaj Turczyk (2002 – 2006)
- Barbara Regina Michalczik (2006 – 2010)
- Adam Sylwester Kośmider (2010 – 2018)
- Marcin Piotr Naruszewicz (2018 –  2024)
- Katarzyna Szlońska-Getka (od 2024)